# Mark Allen (Snookerspieler)
Mark Allen (* 22. Februar 1986 in Belfast, Nordirland) ist ein nordirischer Snookerspieler, der seit 2005 Profispieler ist. Der Amateurweltmeister von 2004 gewann seitdem 20 professionelle Turniere, darunter 11 Ranglistenturniere und das Masters 2018. Er spielte fünf Mal ein Maximum Break. Von Mai bis August 2024 war er auf dem ersten Platz der Snookerweltrangliste.

## Karriere

### Karrierebeginn als Amateur
Allen wurde laut Weltverband in Belfast geboren, alternativ lässt sich auch als Angabe zum Geburtsort sein späterer Wohnort Antrim finden. Dort begann er auch mit dem Snookerspiel. Anfang der 2000er-Jahre entwickelte er sich zunächst zu einem der führenden Junioren- und später zu einem der besten Amateurspieler Europas. Nachdem er einige Juniorentitel in Nordirland gewonnen hatte, erreichte er bei der U19-Europameisterschaft sowohl 2001 als auch 2002 das Halbfinale. Anschließend startete er 2003 eine Erfolgsserie: Zunächst gewann er die nordirische Snooker-Meisterschaft, ehe er bei der U19-Europameisterschaft und auch bei der Erwachsenen-EM das Viertelfinale und bei der U21-Weltmeisterschaft sowie bei der Haupt-Amateurweltmeisterschaft das Halbfinale erreichte. Das Jahr 2004 startete er wiederum mit einer Finalteilnahme bei der U19-Europameisterschaft, wo er allerdings gegen Jamie Jones unterlag.
Später im Jahr gewann er allerdings gegen Alex Borg die Herren-EM und gegen Steve Mifsud die Amateurweltmeisterschaft. In der ersten Hälfte des Jahres 2005 siegte er schließlich noch gegen Chris Norbury im Finale der U19-Europameisterschaft, bevor er im Finale der nordirischen Meisterschaft Kieran McMahon mit 10:1 deklassierte. Nachdem er bereits mit einigem Erfolg an der Challenge Tour teilgenommen hatte, wurde er schließlich über die Endwertung der Challenge Tour 2004/05 zur Saison 2005/06 Profispieler. Letztendlich gelang ihm die Qualifikation durch den Gewinn der Amateurweltmeisterschaft 2004. Noch kurz vor Beginn seiner Profikarriere hatte er die Titelverteidigung seines EM-Titels bei der Ausgabe 2005 mit einer Halbfinalniederlage gegen Kristján Helgason verpasst. Einige Monate später verpasste er zudem eine Bronzemedaille bei den World Games 2005, als er im Spiel um Platz 3 gegen Björn Haneveer verlor.

### Start der Profikarriere
Allens Einstand auf der Profitour verlief recht erfolgreich. Mehrfach erreichte er bei den Ranglistenturnieren, also jenen Profiturnieren mit Einfluss auf die Weltrangliste, die Hauptrunde, zweimal sogar die Runde der letzten 32. Bei einigen anderen Turnieren schied er erst spät in der Qualifikation aus, beispielsweise bei der Snookerweltmeisterschaft 2006, wo er in der finalen Qualifikationsrunde gegen Andy Hicks verlor. Bereits zu Saisonbeginn hatte der Nordire für zwei Überraschungen gesorgt, als er als Gast bei der Northern Ireland Trophy die Ex-Weltmeister Steve Davis und John Higgins klar besiegte. Am Saisonende belegte er Platz 62 der Weltrangliste, womit er sich direkt für die nächste Saison qualifizierte (Top 64). In dieser verbesserte er sich weiter; bei fast jedem Turnier reichte es für die Hauptrunde. Sein bestes Ergebnis war eine Achtelfinalteilnahme bei der Snookerweltmeisterschaft. Auf der Weltrangliste sprang er infolgedessen auf Platz 29.
Sukzessive begann Allen sich zu einem Spieler zu entwickeln, der regelmäßig die finalen Runden der Profiturniere erreichte. So zog er während der Saison 2007/08 in allen Hauptrunden ein, stand dabei in mehreren Achtelfinals und erreichte unter anderem das Viertelfinale der China Open und das Halbfinale der Northern Ireland Trophy. Mit diesen Ergebnissen wurde er am Saisonende auf Platz 16 geführt, womit er den Sprung in die Weltspitze geschafft hatte. Weitere sehr gute Ergebnisse gelangen dem Nordiren im Verlaufe der nächsten Saison, darunter zwei Halbfinalteilnahmen bei der Bahrain Championship und der Snookerweltmeisterschaft. Bei seinem Debüt beim Masters gelang ihm gleich der Einzug ins Viertelfinale. Auf der Weltrangliste konnte er sich in den Top 16 etablieren und belegte Platz 11.

### Erste Turniersiege

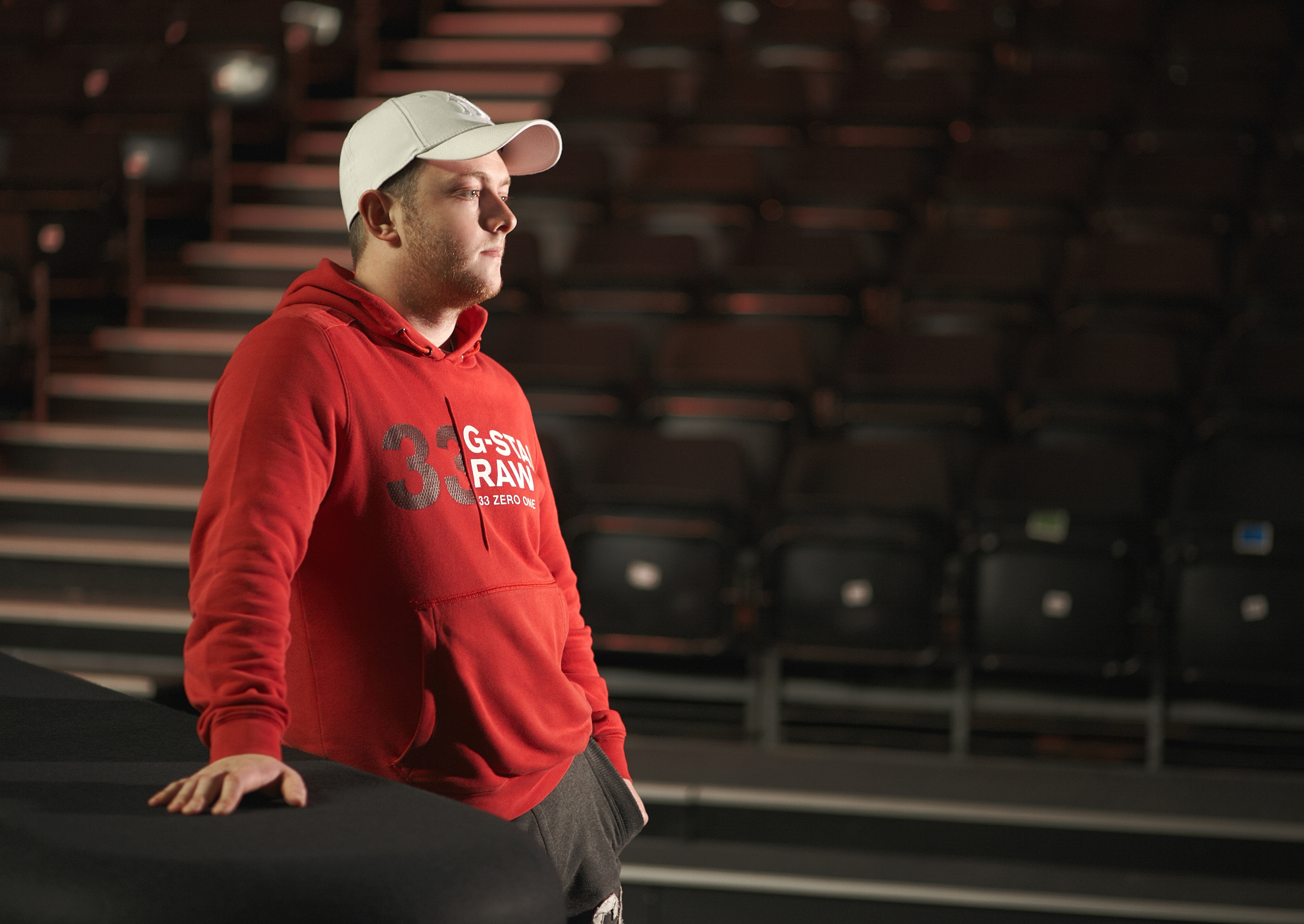
Allen während des Masters 2012

In den anschließenden drei Spielzeiten konnte Allen diese Form beibehalten. Er erreichte mehrmals pro Saison zumindest das Viertelfinale eines Turnieres. Erstmals gelangen ihm auch Finalteilnahmen und Turniersiege. Angefangen bei einem 6:0-Finalsieg über Ding Junhui beim Jiangsu Classic 2009 und einer Finalniederlage gegen Marco Fu bei der Championship League 2010, verlor er bei der UK Championship 2011 im Endspiel gegen Judd Trump, wogegen er Stephen Lee bei den Haikou World Open 2012 klar mit 10:1 im Finale besiegte. Da das Jiangsu Classic drei Jahre zuvor nur ein Einladungsturnier gewesen war, war dieser Titel Allens erster Turniersieg bei einem Ranglistenturnier. Insbesondere bei den Turnieren der neuen Players Tour Championship musste der Nordire aber regelmäßig auch frühe Niederlagen einstecken. Alles in allem verbrachte er diese drei Jahre fast konstant auf etwa der gleichen Position auf der Weltrangliste. Mitte 2012 wurde er auf Platz 12 geführt.
Ein mediales Echo bekam Allen für das erste 146er-Break im Crucible Theatre, das er bei der Snookerweltmeisterschaft 2010 spielte. Die Weltmeisterschaft hätte er fast verpasst, da aufgrund des Ausbruchs des isländischen Vulkans Eyjafjallajökull sämtliche Flüge zwischen Nordirland und England gestrichen wurden. Allen setzte mit der letztmöglichen Fähre nach Großbritannien über, sodass er wenige Stunden vor seinem ersten Spiel Sheffield erreichte. Ferner wurde er im Nachgang der Snookerweltmeisterschaft 2012 für drei Monate gesperrt, nachdem er seinen Gegenspieler Cao Yupeng und zwei weitere chinesische Profispieler des Betrugs beschuldigt hatte. Die Strafe wurde zur Bewährung ausgesetzt, hinzu kam noch eine Geldstrafe. Auch für einige andere vom Weltverband als problematisch eingeschätzte Äußerungen bekam der Nordire Geldstrafen.
Auch in den folgenden drei Jahren zeigte Allen im Wesentlichen die gleiche Form. Bei den Ranglistenturnieren siegte er bei den Haikou World Open 2013 und verlor im Finale des Shanghai Masters 2014 und der International Championship 2014. Ebenso verlor er das Endspiel des Snooker Shoot-Out 2013, welches den Status eines Einladungsturnieres hatte. Obwohl er weiterhin einige frühe Niederlagen einstecken musste, erreichte der Nordire bei PTC-Events nun häufig mindestens das Achtelfinale. Auch hier stellten sich nunmehr erste Turniersiege und -finalteilnahmen ein. So siegte er bei den Antwerp Open 2012, bei den Ruhr Open 2013, beim Kay Suzanne Memorial Cup 2013 und auch beim Paul Hunter Classic 2014. Als Minor-ranking-Turniere brachten diese PTC-Events dem Nordiren weiteres Preisgeld für die Snookerweltrangliste, wenngleich in merklich geringerem Umfang als bei vollwertigen Ranglistenturnieren. Daher konnte er seine Position auf der Weltrangliste etwa halten. Nachdem Allen einen kurzen Ausflug in die Top 10 inklusive zweier Wochen auf Platz 6 gemacht hatte, war er Mitte 2015 wieder auf Platz 12 platziert.

### Erster Triple-Crown-Sieg beim Masters 2018

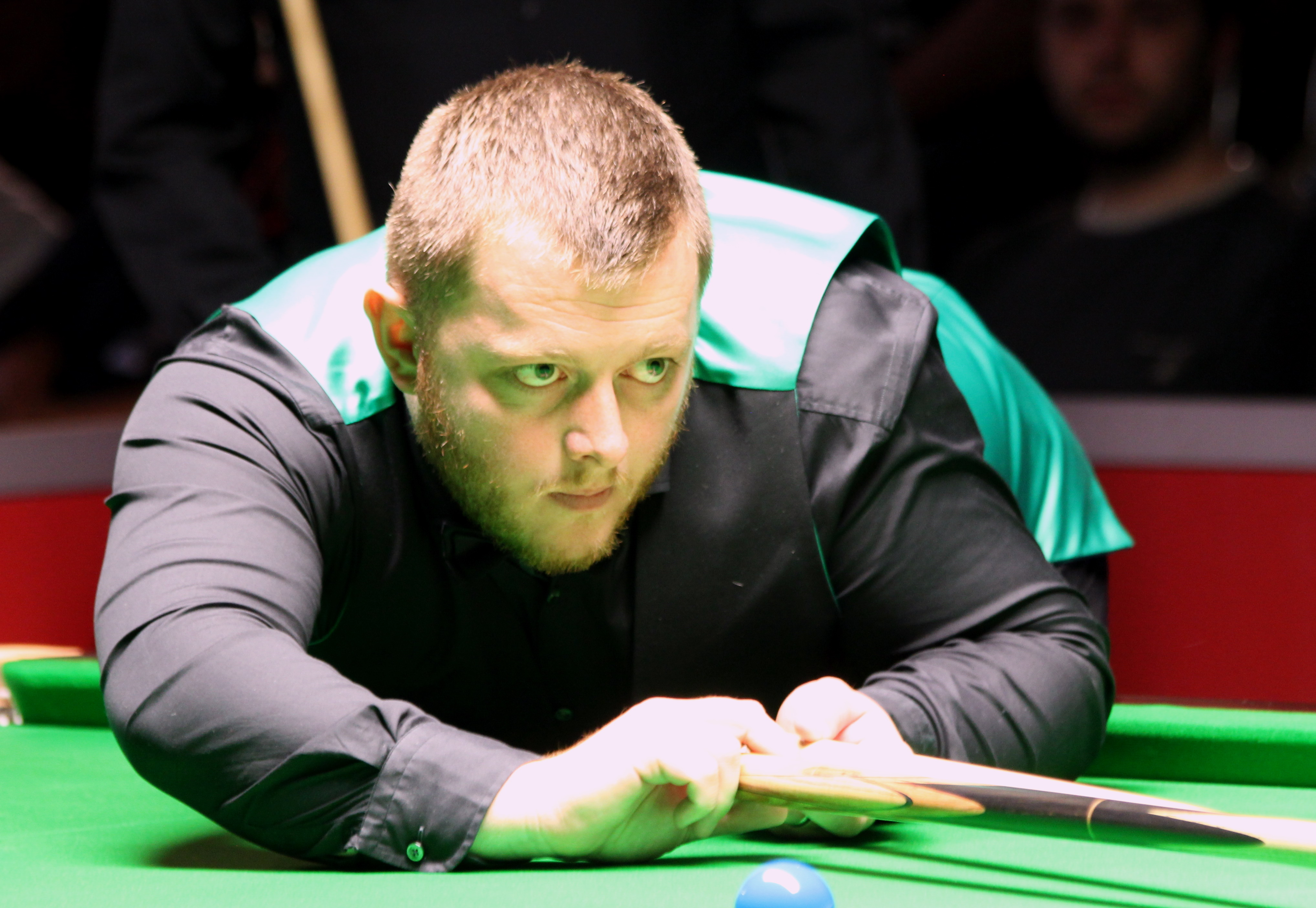
Allen beim Paul Hunter Classic 2016

Die Saison 2015/16 war die letzte Saison, in welcher die Players Tour Championship ausgetragen wurde. Allen gewann mit den Bulgarian Open noch ein PTC-Turnier. Insgesamt waren seine Ergebnisse bei den PTC-Turnieren so gut, dass er zu den Grand Finals eingeladen wurde. Das Endturnier der PTC, das den Status eines vollwertigen Ranglistenturnieres hatte, konnte Allen sogar gewinnen. Bei anderen Ranglistenturnieren erreichte er in dieser Saison kein Endspiel. Daneben verlor er im Finale des Champion of Champions. Da seine Form generell stabil auf einem hohen Niveau blieb, verbesserte er sich bis zum Saisonende erneut auf Platz 7 der Weltrangliste. Zuvor erreichte er kurzzeitig erneut Rang 6.
In den anschließenden beiden Saisons verschlechterten sich Allens Ergebnisse bei Ranglistenturnieren marginal, denn er schied nun etwas häufiger im oder vor dem Achtelfinale aus. Nichtsdestotrotz stand er weiterhin einige Male in den finalen Runden, unter anderem im Viertelfinale der Snookerweltmeisterschaft 2018. Daneben erreichte er das Endspiel der International Championship 2017, unterlag aber Mark Selby. In jener Zeit litt der Nordire unter Depressionen und Heimweh. Anschließend feierte er den größten Erfolg seiner bisherigen Karriere, als er gegen Kyren Wilson das Masters 2018 gewann. Das prestigeträchtige Einladungsturnier hat zwar keinen Einfluss auf die Weltrangliste, gehört aber zur Triple Crown. Allen war der erste Nordire seit Dennis Taylor bei der Ausgabe 1987, der das Masters gewinnen konnte. Nachdem er wenige Wochen nach Beginn der Saison 2016/17 nochmals kurz auf Rang 6 der Weltrangliste geführt wurde, fiel er Mitte 2018 wieder auf Platz 12 zurück. Bei der UK Championship 2016 gelang Allen das erste Maximum Break seiner Karriere.

### Ausflug auf Platz 4 und Sieg beim Heimturnier
In den folgenden zwei Jahren gewann Allen mit der International Championship 2018 und den Scottish Open 2018 gleich zwei Ranglistenturniere. Bei der UK Championship 2018 und der Tour Championship 2020 verlor er jeweils im Finale. 2019 verlor er zudem im Finale des Pink Ribbon, eines Charity-Snookerturnieres auf Amateurebene, gegen Stuart Bingham. Bereits sieben Jahre zuvor hatte er am Turnier teilgenommen und ebenfalls gegen Bingham verloren, damals im Halbfinale. Daneben erreichte er bei einer Reihe von Ranglistenturnieren das Halbfinale, wodurch er sich für über eine Saison fest in den einstelligen Plätzen der Weltrangliste halten konnte. Zeitweise belegte er sogar Rang 4 der Weltrangliste, bis dahin die beste Platzierung seiner Karriere.
Erst nachdem er während der Saison 2020/21 neben dem Turniersieg beim Einladungsturnier Champion of Champions nur das Viertelfinale der Gibraltar Open erreichte und sonst stets früher ausschied, rutschte er wieder aus den einstelligen Plätzen hinaus, konnte sich aber auf seinem vorherigen Niveau halten. Jedoch erreichte er bereits zu Beginn der folgenden Saison das Finale eines Ranglistenturnieres, doch bei der Championship League musste er sich noch David Gilbert geschlagen geben. Fast drei Jahre nach seinem letzten Turniersieg bei einem Ranglistenturnier gewann er schließlich bei den Northern Ireland Open den sechsten Ranglistenturnier-Titel seiner Karriere. Zuvor hatte er bei seinem Heimatturnier das zweite Maximum Break seiner Karriere gespielt. Im weiteren Saisonverlauf stieß er erneut in die finalen Runden mehrerer Ranglistenturnieren vor, darunter ins Halbfinale des German Masters 2022. Bei der Weltmeisterschaft 2022 schied Allen im Achtelfinale gegen Ronnie O’Sullivan aus. Auf der Weltrangliste konnte er sich nach wie vor konstant in den Top 16 halten.

### Saison 2022/23
Bei den Northern Ireland Open konnte er seinen Erfolg des Vorjahres wiederholen und gewann zum zweiten Mal dieses Turnier. Das folgende Turnier, die UK Championship konnte Allen auch gewinnen. Es war sein erster Sieg in diesem Turnier und nach dem Masters 2018 sein zweiter Triple Crown Titel. Bei den English Open erreichte er das Halbfinale und im Januar siegte er beim World Grand Prix 2023, womit er bereits seinen dritten Titel der laufenden Saison errang. Anschließend ließ seine Form etwas nach, doch es folgten auch noch zwei Viertelfinalteilnahmen. Zum Saisonfinale schied er bei der Weltmeisterschaft erst im Halbfinale gegen Mark Selby aus. Somit beendete er die Saison auf einem fulminanten dritten Platz der Weltrangliste.[veraltet] Bei den Snooker Awards 2023 wurde er sowohl von der Jury als auch von Journalisten und den Fans zum Spieler des Jahres gewählt.

## Persönliches
Mark Allen war zeitweise mit Reanne Evans liiert, einer Snookerspielerin, die mehrfach die Snookerweltmeisterschaft der Frauen gewann. Aus der Beziehung ging eine Tochter hervor. Nach der Trennung 2008 stritten sich die beiden über Unterhaltszahlungen für die gemeinsame Tochter. Während der British Open 2021 trafen die beiden erstmals in einem professionellen Turnier aufeinander; Allen siegte mit 3:2. Evans verweigerte zu Beginn der Partie den Handschlag, begründete das aber später damit, sie sei davon ausgegangen, dass die COVID-19-Regeln so etwas verbieten würden.
2013 heiratete Allen seine Freundin Kyla McGuigan. McGuigans Sohn Robbie McGuigan ist ebenfalls Snookerspieler und gewann 2021 und 2022 die nordirische Snooker-Meisterschaft, wobei er Allens Altersrekord als jüngster Sieger um wenige Wochen brechen konnte. Die beiden wurden zudem Eltern einer weiteren Tochter. Nach sieben Jahren Ehe leiteten sie 2020 die Scheidung ein.
Im Mai 2021 meldete Allen Privatinsolvenz an. Daher war zwischenzeitlich unklar, ob und wie lange Allen weiterhin professionell Snooker spielen kann. Ende 2022 waren sowohl das Insolvenzverfahren als auch seine Scheidung von McGuigan abgeschlossen.
Allen wurde zeitweise von On Q Promotions gemanagt, bei dem auch Jimmy Robertson unter Vertrag stand.

## Spielweise
Allens Spielweise wird als „aggressiv“ beschrieben, seine Stärke seien insbesondere die langen Bälle. Daneben wird Allens Selbstbewusstsein hervorgehoben. Auch sein Breakbuilding ist bemerkenswert, er beherrscht das Spiel um den Schwarzen Spot sehr gut und kann so schnell hohe Breaks erzielen, die häufig frameentscheidend sind. Im Laufe der Zeit entwickelte er sich aber zu einem besonneneren Spieler, der geduldig auch längere taktische Duelle spielt, die er früher durch Aggressivität und riskantes Lochspiel zu lösen versucht hätte.

## Erfolge
Ranglistenturniere
| Ausgang | Jahr   | Turnier                    | Finalgegner       | Ergebnis  |
| ------- | ------ | -------------------------- | ----------------- | --------- |
| Zweiter | 2011   | UK Championship            | Judd Trump        | 8:10      |
| Sieger  | 2012   | World Open                 | Stephen Lee       | 10:1      |
| Sieger  | 2013   | World Open                 | Matthew Stevens   | 10:4      |
| Zweiter | 2014   | Shanghai Masters           | Stuart Bingham    | 3:10      |
| Zweiter | 2014   | International Championship | Ricky Walden      | 7:10      |
| Sieger  | 2016   | PTC Grand Finals           | Ricky Walden      | 10:6      |
| Zweiter | 2017   | International Championship | Mark Selby        | 7:10      |
| Sieger  | 2018   | International Championship | Neil Robertson    | 10:5      |
| Zweiter | 2018   | UK Championship            | Ronnie O’Sullivan | 6:10      |
| Sieger  | 2018   | Scottish Open              | Shaun Murphy      | 9:7       |
| Zweiter | 2020   | Tour Championship          | Stephen Maguire   | 6:10      |
| Zweiter | 2021/2 | Championship League        | David Gilbert     | 1:3       |
| Sieger  | 2021   | Northern Ireland Open      | John Higgins      | 9:8       |
| Zweiter | 2022   | British Open               | Ryan Day          | 7:10      |
| Sieger  | 2022   | Northern Ireland Open      | Zhou Yuelong      | 9:4       |
| Sieger  | 2022   | UK Championship            | Ding Junhui       | 10:7      |
| Sieger  | 2023   | World Grand Prix           | Judd Trump        | 10:9      |
| Sieger  | 2023   | Snooker Shoot-Out          | Cao Yupeng        | 65:5 Pkt. |
| Sieger  | 2024   | Players Championship       | Zhang Anda        | 10:8      |

Minor-Ranglistenturniere
| Ausgang | Jahr | Turnier                  | Finalgegner | Ergebnis |
| ------- | ---- | ------------------------ | ----------- | -------- |
| Sieger  | 2012 | Antwerp Open             | Mark Selby  | 4:1      |
| Sieger  | 2013 | Ruhr Open                | Ding Junhui | 4:1      |
| Sieger  | 2013 | Kay Suzanne Memorial Cup | Judd Trump  | 4:1      |
| Zweiter | 2014 | Riga Open                | Mark Selby  | 3:4      |
| Sieger  | 2014 | Paul Hunter Classic      | Judd Trump  | 4:2      |
| Sieger  | 2015 | Bulgarian Open           | Ryan Day    | 4:0      |

Einladungsturniere
| Ausgang | Jahr | Turnier                            | Finalgegner    | Ergebnis   |
| ------- | ---- | ---------------------------------- | -------------- | ---------- |
| Sieger  | 2009 | Jiangsu Classic                    | Ding Junhui    | 6:0        |
| Zweiter | 2010 | Championship League                | Marco Fu       | 2:3        |
| Zweiter | 2013 | Snooker Shoot-Out                  | Martin Gould   | 0:104 Pkt. |
| Zweiter | 2015 | Champion of Champions              | Neil Robertson | 5:10       |
| Sieger  | 2018 | Masters                            | Kyren Wilson   | 10:7       |
| Sieger  | 2020 | Champion of Champions              | Neil Robertson | 10:6       |
| Sieger  | 2023 | Champion of Champions              | Judd Trump     | 10:3       |
| Sieger  | 2024 | Riyadh Season Snooker Championship | Luca Brecel    | 5:1        |

Amateurturniere
| Ausgang | Jahr | Turnier                             | Finalgegner    | Ergebnis |
| ------- | ---- | ----------------------------------- | -------------- | -------- |
| Sieger  | 2003 | Nordirische Snooker-Meisterschaft   | Colin Bingham  | 10:4     |
| Zweiter | 2004 | EBSA-U19-Snookereuropameisterschaft | Jamie Jones    | 3:6      |
| Sieger  | 2004 | EBSA-Snookereuropameisterschaft     | Alex Borg      | 7:6      |
| Sieger  | 2004 | IBSF-Snookerweltmeisterschaft       | Steve Mifsud   | 11:6     |
| Zweiter | 2005 | Challenge Tour 2004/05 – Event 3    | James McBain   | 3:6      |
| Sieger  | 2005 | EBSA-U19-Snookereuropameisterschaft | Chris Norbury  | 6:5      |
| Sieger  | 2005 | Nordirische Snooker-Meisterschaft   | Kieran McMahon | 10:1     |
| Zweiter | 2019 | Pink Ribbon                         | Stuart Bingham | 3:4      |